# John Sheppard (compositeur)
Pour les articles homonymes, voir John Sheppard et Sheppard.
John Sheppard, parfois orthographié Shepherd (né vers 1515, mort en décembre 1558) est un organiste et compositeur anglais.

## Biographie
Il aurait commencé à composer en 1534. De 1543 à 1548, il est chef de chœur du Magdalen College d'Oxford. En 1552, il est gentilhomme de la Chapel Royal, où il reste vraisemblablement jusqu'à sa mort. On ne sait quasiment rien à l'exception de ces fonctions. 
Selon une étude de 2020, le compositeur aurait été victime d'une grippe qui dévastait l'Angleterre depuis 1557. En 1558, l'année de la mort de Sheppard, ses dégâts à Londres étaient considérables. John Sheppard est inhumé le 21 décembre à l'abbaye de Westminster, en tant que feu membre de cette Chapel Royal.   
Longtemps, le compositeur a été oublié. C'est pendant les années 1970 que des chercheurs de l'université d'Oxford comme David Wulstan, dont un des étudiants était Peter Phillips, qui redécouvrent ce compositeur. 
Ses œuvres, richement polyphoniques, comprennent des motets, deux Magnificats, cinq messes, dont une inspirée  de la mélodie The Western Wynde, et des chants religieux en langue anglaise pour la liturgie anglicane. Avec Tallis, Byrd et White, il est l'un des témoins de la superbe floraison de la polyphonie dans l'Angleterre des Tudor.
Le motet Media vita in morte sumus pour le cantique Nunc dimittis est, de nos jours, considéré comme non seulement sa meilleure composition mais aussi un des plus grands chefs-d-œuvre de la musique de la Renaissance. Le musicologue d'Oxford Robert Quinney suppose que cette œuvre aurait été composée en faveur des obsèques de compositeur Nicholas Ludford († 1557), qui serait également victime de la pandémie de grippe, ce qui pourrait expliquer une composition exceptionnelle, tant longue que profonde.

## Œuvres notables
Messes
- Missa Cantate
- The Western Wynde
- Be not afraid
- The Frences Mass
- The Plainsong Mass for a Mean

En langue anglaise
- Christ Rising Again
- I Give You a New Commandement
- O Happy Dames
- The Lord's Prayer
- Rejoice in the Lord
- Vain, vain, all our life we spend in vain

## Discographie
- Stile Antico, Music for Compline (Harmonia Mundi, 2006)
- Stile Antico, Media vita (Harmonia Mundi, 2009)
- The Hilliard Ensemble, Audivi Vocem (ECM, 2008)
- The Sixteen dir. Harry Christophers, Church music by John Sheppard en 4 volumes (Hyperion Records, 1988-1992)
- The Sixteen, Ceremony and Devotion (Hyperion Records, 2010)
- The Tallis Scholars (dir. Peter Phillips), John Sheppard: Media vita (Gimell Records, 1989)
- The Tallis Scholars, Western Wind Masses (Gimell Records, 1993)
- The Tallis Scholars, The Tallis Scholars sing Tudor Church Music, Volume Two, (Gimell Records, 2008)
- The Gesualdo Six (dir; Owain Park), Libera nos, salva nos I & II (English Motets, Hyperion, 2018)

### Notice
- Bibliothèque nationale de France : John Sheppard (1515 ? - 1558)